# Niels Birbaumer

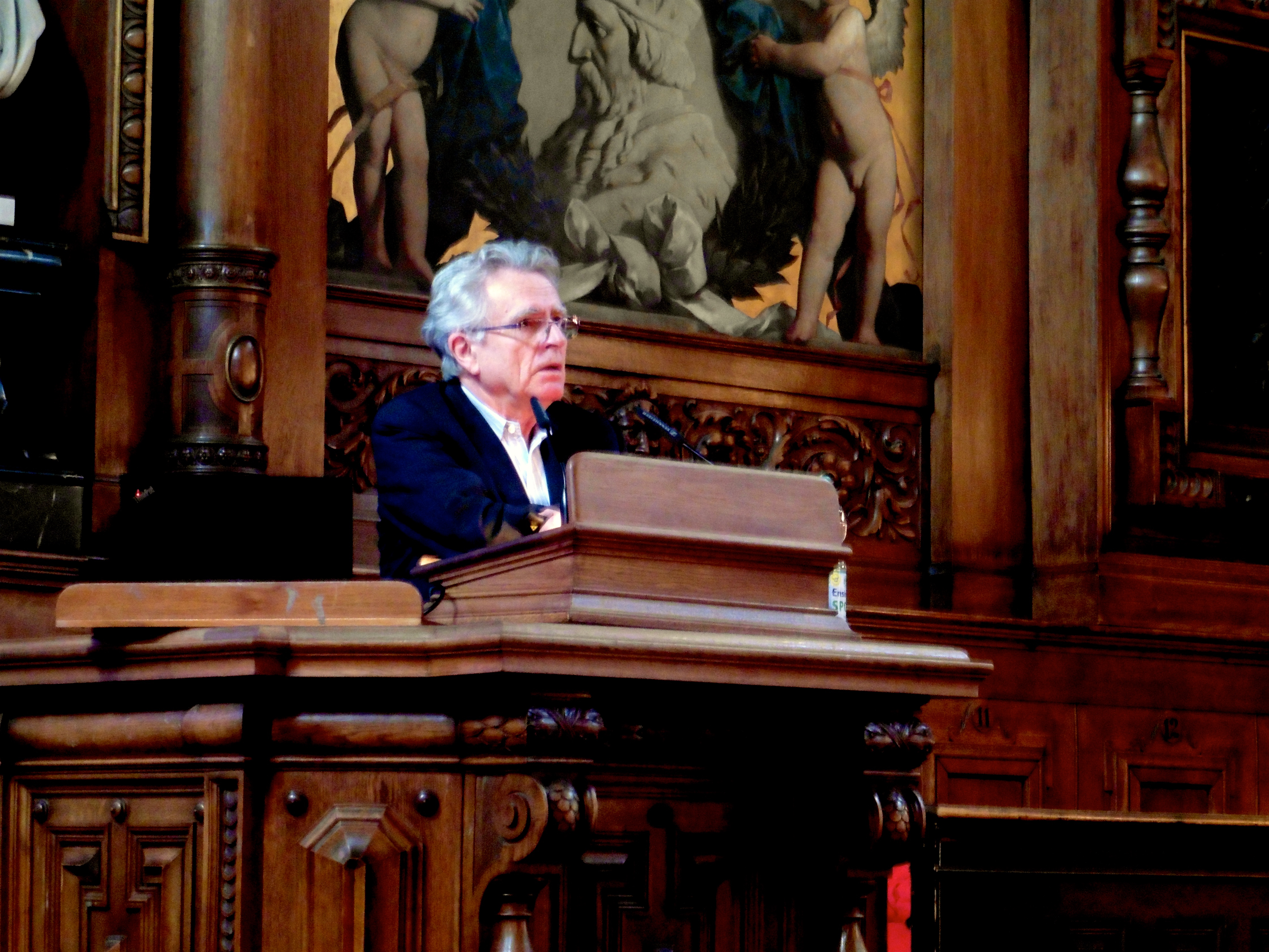
Niels Birbaumer bei einer Gastvorlesung in der Alten Aula der Ruprecht-Karls-Universität Heidelberg

Niels-Peter Birbaumer (* 11. Mai 1945 in Ottau, Tschechoslowakei) ist ein österreichischer Psychologe und Neurowissenschaftler.

## Leben
Birbaumer wuchs in Wien bei seinen Eltern mit vier Geschwistern auf. Als Jugendlicher war er der Anführer einer Jugendbande, die unter anderem Autos aufbrach und Radios stahl. Einmal kam er wegen Körperverletzung in den Jugendarrest. Sein Vater drohte ihm mit einer Polstererlehre und ließ ihn zur Probe in einer Werkstatt arbeiten. Danach wechselte er auf ein anderes Gymnasium. Birbaumer studierte ab 1963 an der Universität Wien Psychologie und Neurophysiologie und wurde im Alter von 23 Jahren, nach seiner Promotion über Elektroenzephalografie bei Blindgeborenen, wegen politischer Agitation der Universität verwiesen. Anschließend lebte er vorübergehend in London. Dort arbeitete er in der psychiatrischen Abteilung des Middlesex Hospital unter Victor Meyer, von dem er die Methode der Konfrontationstherapie lernte.
Nach einer Anstellung an der Universität München wurde er 1975 Professor an der Universität Tübingen. 1993 wechselte er dort von der Fakultät für Sozial- und Verhaltenswissenschaften zur Medizinischen Fakultät, wo er bis zu seiner Emeritierung 2013 das Institute of Medical Psychology and Behavioral Neurobiology (Institut für Medizinische Psychologie und Verhaltensneurobiologie) sowie das Zentrum für Magnetoenzephalographie (MEG) geleitet hat. Er führte seine Arbeit in Tübingen dann als Seniorprofessor weiter. Birbaumer hatte zudem zahlreiche Gastprofessuren im Ausland inne. Von 2016 bis Ende 2019 war er auch Senior Research Fellow am Wyss Center of Bio- and Neuroengineering in Genf.
Niels Birbaumer ist Vater von drei Kindern.

## Forschung
Birbaumers Forschungsinteressen sind breit gefächert: Unter anderem beschäftigt er sich mit neuronaler Plastizität und Lernen, mit Aspekten der Epilepsie, der Parkinsonschen Krankheit und Schmerzerkrankungen. Mit kriminellen Psychopathen trainiert er, wie sie durch eine Aktivierung bestimmter Gehirnareale wieder Empathie und Ängste vor den Konsequenzen ihres Handelns entwickeln können. Sein Argument: „Auch Psychopathen können lernen, etwas zu fühlen, Angst zum Beispiel, sich regelrecht zu gruseln.“ Und dabei spiele es keine Rolle, „ob die Störung eine genetische Ursache hat oder durch eine frühe extreme Jugenderfahrung ausgelöst wurde“. Birbaumer betont, dass viele Psychopathen in ihrer Kindheit durch Aufmerksamkeitsstörungen auffallen, die man daher frühzeitig behandeln solle. Im Hinblick auf deren Therapie plädiert er für das Neurofeedback, mit dem die Patienten lernen, die Aktivitäten in ihrem Frontalhirn zu kontrollieren und auf diesem Wege Aufmerksamkeit und Konzentration zu steigern. Dabei werden die Gehirnströme von einem Computer analysiert, der sie nach Frequenzanteilen zerlegt und auf einem Computerbildschirm grafisch so darstellt, dass der junge Patient mit ihnen spielen und dadurch seine Gehirnfunktionen beeinflussen kann. Er hat auch zahlreiche Zeitschriften- und Buch-Publikationen zum Neurofeedback bei Epilepsie vorgelegt.
Einen Schwerpunkt von Birbaumers Arbeit bildet die Forschung an Gehirn-Computer-Schnittstellen (Brain-Computer Interfaces, BCI), die es ermöglichen sollen, ohne Nutzung der Gliedmaßen Informationen zwischen dem Gehirn und Maschinen auszutauschen. Diese Forschung soll es etwa Patienten im Endstadium der Amyotrophen Lateralsklerose (ALS) ermöglichen, trotz vollständiger Körperlähmung mit ihrer Umwelt zu kommunizieren. Sie könnten dadurch nach Birbaumers Meinung eine weitaus höhere Lebensqualität erreichen, als ihnen Ärzte und Angehörige attestieren würden. Ein Durchbruch gelang ihm und seinen Mitarbeitern mit der Entwicklung eines BCIs, das gelähmten („locked-in“) Patienten die schriftliche Kommunikation mittels EEG-Signalen ermöglicht.

### fNIRS-Kontroverse
Mit dieser auf dem EEG basierenden Technik gelang es aber nicht, mit vollständig gelähmten Patienten, bei denen auch die Augenbewegungen nicht mehr funktionieren und die als completely locked-in (CLIS) bezeichnet werden, zu kommunizieren. Mithilfe eines weiterentwickelten BCIs in Form einer Kopfhaube, die funktionelle Nahinfrarot-Spektroskopie (functional near-infrared spectroscopy, fNIRS) anstelle des EEG verwendet, um Hirnaktivität zu messen, experimentierten Birbaumer und Mitarbeiter bis 2017 mit vier CLIS-Patienten. Die Resultate legten nahe, dass mithilfe von fNIRS eine Erfolgsquote von 70 % bei Ja-oder-Nein-Fragen zu erzielen sei. In einer weiteren Studie wurden allerdings methodische Fehler nachgewiesen, weshalb die Signifikanz dieser Aussage nicht haltbar ist, die Erfolgsquote sich also von Zufallstreffern nicht unterscheidet. Birbaumers Studie wird mittlerweile von einigen Kollegen insgesamt in Zweifel gezogen, von anderen aber auch verteidigt. Die Kontroverse wurde auch in einer Tiefenrecherche im Süddeutsche Zeitung Magazin aufgegriffen. Der Artikel wurde 2019 mit dem Deutschen Reporterpreis in der Kategorie „Wissenschaftsreportage“ ausgezeichnet, 2020 mit dem Goethe-Medienpreis.
Birbaumer und seine Koautoren stehen zu ihren Ergebnissen. Eine erfolgreiche Online-Klassifikation von Ja- und Nein-Antworten mittels fNIRS bei gesunden Probanden gelang im Februar 2019 einer kanadischen Forschergruppe, wodurch zumindest die prinzipielle technische Durchführbarkeit dieses Ansatzes belegt wurde.
Am 22. März 2022 veröffentlichte Nature Communications, dass ein Forscherteam um Niels Birbaumer aus Deutschland, der Schweiz, den USA und Zypern offenbar einen Weg gefunden hat, wie sogenannte „Locked-In“ Patienten sich mithilfe eines neuartigen Neuroimplantats wieder mitteilen können. Marco Wehr von der Frankfurter Allgemeine bezeichnet diese Studie als „Meilenstein“ und interpretiert sie als deutlichen Hinweis darauf, dass Birbaumer seinerzeit im Zusammenhang mit der fNIRS-Kontroverse „zu unrecht verdächtigt“ wurde. Die Süddeutsche Zeitung schrieb dazu jedoch: "Das neue von Birbaumer und Chaudhary und weiteren Forschern publizierte Experiment basiert auf einem völlig anderen Verfahren und entkräftet daher in keiner Weise die Kritik an der Studie von 2017."

## Verstoß gegen die gute wissenschaftliche Praxis
Von 8. April bis 6. Juni 2019 meldeten mehrere Presseorgane, dass im Zusammenhang mit einer Publikation aus dem Jahr 2017 der Verdacht auf ein wissenschaftliches Fehlverhalten Birbaumers bestehe. Eine von der Universität Tübingen eingesetzte Untersuchungskommission, aus der sich die einzige Vertreterin der Neurowissenschaften zurückgezogen hatte, legte daraufhin im Juni 2019 einen Bericht vor, in dem der Vorwurf des Verstoßes gegen die gute wissenschaftliche Praxis bestätigt wurde (selektive Datenauswertung, fehlende Offenlegung von Daten und Skripten, fehlende Daten und mögliche fehlerhafte Analyse). Bernd Engler, der Rektor der Eberhard Karls Universität Tübingen, kündigte am 6. Juni 2019 an, ein Beratungsangebot für die betroffenen Patientinnen und Patienten sowie ihre Angehörigen zu schaffen. Niels Birbaumer lehnte den Bericht der Kommission ab, weil er falsch sei, und kündigte an, alle Vorwürfe zu widerlegen.
Am 19. September 2019 veröffentlichte die Deutsche Forschungsgemeinschaft (DFG) die Ergebnisse ihrer Untersuchungskommission, die die Vorwürfe der Tübinger Kommission bestätigen. Birbaumer wurde für fünf Jahre als Antragsteller und Gutachter bei der DFG gesperrt und soll die Mittel der DFG, die den beanstandeten Publikationen zugeordnet werden können, zurückzahlen. In einer von ihm verbreiteten Pressemitteilung bedauerte Birbaumer Fehler in seiner Arbeitsweise, beharrte aber weiterhin darauf, dass die Ergebnisse seiner Forschung valide seien, ohne dafür empirische Belege vorzulegen, die er aber für die Zukunft ankündigte. In einer neueren Webseite Publications and Allegations sind Materialien zur Verteidigung der Autoren zusammengestellt.
Mit einem 2022 geschlossenem Vergleich zwischen der Deutschen Forschungsgemeinschaft (DFG) und Birbaumer bleiben beide Parteien bei ihren jeweiligen Auffassungen. Abschließende Sachverhaltsprüfung und Feststellung zu den streitgegenständlichen Vorwürfen wissenschaftlichen Fehlverhaltens sowie zur entsprechenden Bewertung durch den DFG-Ausschuss erfolgten nicht. Damit sei die Auseinandersetzung beendet. Ein Sprecher der Deutschen Forschungsgesellschaft (DFG) sagte, die Vorwürfe wissenschaftlichen Fehlverhaltens gegen Birbaumer in mehreren Stellen zweier Studien blieben bestehen.
Im März 2022 publizierten Birbaumer und Chaudry mit zahlreichen weiteren Koautoren eine neue Studie zur Kommunikation mit locked-in-Patienten mittels zweier implantierter Mikroelektroden-Arrays. Nach mehrmonatigem Training gelang es dabei, mit dem damals schon seit 5 Jahren als completed locked-in diagnostizierten Patienten, der auch seine Augen nicht mehr willentlich bewegen konnte, über ein gehörbasiertes Neurofeedback zu kommunizieren. Dabei konnte dieser durchschnittlich etwas über 100 Buchstaben am Tag formulieren.

## Preise und Auszeichnungen
- 1993: Ordentliches Mitglied der Akademie der Wissenschaften und der Literatur[45]
- 1995: Gottfried-Wilhelm-Leibniz-Preis
- 2000: Wilhelm-Wundt-Medaille der Deutschen Gesellschaft für Psychologie
- 2001: Albert Einstein World Award of Science
- 2003: Mitglied der Deutschen Akademie der Naturforscher Leopoldina[46]
- 2009: Fellow der American Association for the Advancement of Science
- 2010: Helmholtz-Medaille der Berlin-Brandenburgischen Akademie der Wissenschaften[47]
- 2010: Ehrendoktorwürde der Friedrich-Schiller-Universität Jena
- 2012: Ehrendoktorwürde der Universität Salzburg und der Universität Complutense Madrid
- 2012: Ehrenpreis beim Forschungspreis der Fürst Donnersmarck-Stiftung[48]
- 2013: Aristotle Prize der European Federation of Psychologists’ Associations
- 2014: Eva Luise Köhler Forschungspreis für Seltene Erkrankungen
- 2015: Wissenschaftsbuch des Jahres für Dein Gehirn weiß mehr als du denkst. Neueste Erkenntnisse aus der Hirnforschung, zusammen mit Jörg Zittlau
- 2018: Ehrendoktorwürde der Universität Wien[49]

## Schriften (Auswahl)
- Das Elektroenzephalogramm bei Blindgeborenen. Dissertation. Universität Wien, 1969.
- Physiologische Psychologie. Springer, Berlin/Heidelberg/New York 1990, ISBN 3-540-06894-5.
- Furcht und Furchtlosigkeit. Zur Neurobiologie des Bösen. Steiner, Stuttgart 2002, ISBN 3-515-08170-4.
- mit Robert F. Schmidt: Biologische Psychologie. 7., vollständig überarbeitete und ergänzte Auflage. Springer, Berlin 2010, ISBN 978-3-540-95937-3.
- mit Jörg Zittlau: Dein Gehirn weiß mehr, als du denkst. Neueste Erkenntnisse aus der Hirnforschung. Ullstein, Berlin 2014, ISBN 978-3-550-08031-9.
- mit Jörg Zittlau: Denken wird überschätzt. Warum unser Gehirn die Leere liebt. Ullstein, Berlin 2016, ISBN 978-3-550-08123-1.
- mit Jürgen Wertheimer: Vertrauen. Ein riskantes Gefühl. Ecowin, Salzburg 2016, ISBN 978-3-7110-0096-5.
- mit U. Chaudhary, B. Xia, S. Silvoni, L. G. Cohen: Brain–Computer Interface–Based Communication in the Completely Locked-In State. In: PLoS Biol. Band 15, Nr. 1, 2017, S. e1002593, doi:10.1371/journal.pbio.1002593 (Durch die Herausgeber im Dezember 2019 zurückgezogen).
- The Mind Reader. A life in science. Lulu Press, 2025, ISBN 978-1-300-65556-5 (englisch).
- „Your Thoughts are (were) Free“: Brain-Computer-Interfaces, Neurofeedback, Detection of Deception, and the Future of Mind-Reading. In: Appl Psychophysiol Biofeedback. 2024, doi:10.1007/s10484-024-09648-z.